# Список типів електричних батарей
Цей список групується за типами батарей.
| Первинні батареї | Вторинні батареї |
| --- | --- |
| Вугільно-цинкова батарея або сольова марганцево-цинкова батарея Zinc–carbon battery | Свинцево-кислотні акумулятори Lead-acid battery - Гелеві акумулятори - VRLA-батареї - Батареї глибокого заряду-розряду |
| Хлор-цинкова батарея Zinc chloride battery | Акумуляторні лужні батареї Rechargeable alkaline battery                                                               |
| Лужна марганцево-цинкова батарея або лужна батарея Alkaline battery | Нікель-кадмієві акумуляторні батареї Nickel-cadmium battery                                                            |
| Ртутна батарея Mercury battery - Ртутно-цинкова батарея - Ртутно-індієва батарея - Ртутно-титанова батарея - Цинк-двооксиссульфатно-ртутна суха батарея | Нікель-метал-гідридні акумулятори Nickel metal hydride battery                                                         |
| Срібло-цинкові батареї Silver-oxide battery | Срібло-цинкові акумулятори                                                                                             |
| Літієва батарея Lithium battery в тому числі: - Літій-тіонілхлорид (LiSOCl2) - Літій-п'ятиокис ванадію (LiV2O5) - Літій-двоокис сірки (LiSO2) - Літій-трьохокис молібдену (LiMoO3) - Літій-фторид міді (CuF2) - Літій-хромат срібла (LiAg2CrO4) - Літій-сульфід міді (LiCuS) | Літій-іонний акумулятор                                                                                                |
| Цинк-повітряна батарея Zinc–air batteries | Літій-полімерний акумулятор                                                                                            |
| Комірки Кларка Clark cell | Залізо-нікелевий акумулятор                                                                                            |
| Комірка Бунзена Bunsen cell | Натрієво-сірчаний акумулятор                                                                                           |
| Комірки Даніеля Daniell cell | |
| Комірки Гальвані Galvanic cell | |
| Комірки Лекланше Leclanché cell | |
| Комірки Вестона Weston cell | |
| Вольтів стовп Voltaic pile | |
| Високотемпературні резервні термічно-активовувані батареї | |
| Водо-активовувані батареї Water-activated battery | |
| Аміачні резервні батареї | |
| Картопляна батарея Potato battery | |
| Лимонна батарея Lemon battery | |
| Атомна батарея Atomic battery - Ядерна мікро-батарея або радіонуклідна мікро-батарея Nuclear micro-battery | |
| Батареї щодо застосування | |
| Резервний акумулятор | |
| Водо-активовувані батареї | |
| Стартерний автомобільний акумулятор | |
| Акумулятор електричного транспортного засобу | |